# Crain
Crain es una localidad y comuna francesa situada en la región de Borgoña, departamento de Yonne, en el distrito de Auxerre y cantón de Coulanges-sur-Yonne.

## Demografía
| 510 | 707 | 613 | 739 | 826 | 829 | 863 | 915 | 843 | 822 | 816 | 816 | 720 | 706 | 635 | 605 | 545 | 504 | 506 | 395 | 434 | 438 | 506 | 385 | 437 | 452 | 403 | 343 | 347 | 352 | 373 | 363 | 358 |
| Para los censos de 1962 a 1999 la población legal corresponde a la población sin duplicidades (Fuente: INSEE [Consultar]) |     |     |     |     |     |     |     |     |     |     |     |     |     |     |     |     |     |     |     |     |     |     |     |     |     |     |     |     |     |     |     |     |